# Ramin Ott
Ramin Ott (ur. 22 czerwca 1986) – piłkarz grający na pozycji napastnika. W latach 2003–2007 występował w Konika Machine, a od 2008 jest graczem Bay Olympic. W 2004 zadebiutował w reprezentacji Samoa Amerykańskiego. Dotychczas rozegrał w niej 11 meczów i strzelił trzy gole.